# Johnstown (Nebraska)
Johnstown je selo u američkoj saveznoj državi Nebraska. Prema popisu stanovništva iz 2010. u njemu je živjelo 64 stanovnika.